# 新埔 (新北市)
新埔，是台灣新北市的一個地名，位於今板橋區北部偏西。

## 歷史
台灣清治末期至日治前期，新埔地區為一街庄，稱為「新埔庄」，隸屬於擺接堡。該庄北隔大漢溪與西盛庄、新庄為鄰，東與江仔翠庄、下深坵庄為鄰，南邊為深坵庄、崁頭厝庄，西邊為社後庄。
1920年（日治大正九年），該庄改制為「新埔」大字，隸屬於台北州海山郡板橋庄（後改制為板橋街）。戰後板橋街改制為板橋鎮，隸屬於台北縣，大字亦改制為里。其後板橋鎮先後改制為板橋市、板橋區。由於人口增加，如今新埔地區已細分為多個里。

## 交通
台北捷運板南線有經過新埔地區，並設有新埔站。台北捷運環狀線亦設有新埔民生站。隣近居民可由此路線及相關路網快速前往大台北地區各地，或至台北車站或板橋車站轉搭高鐵、台鐵或客運前往全台各地。
省道台3線（文化路一段）大致以東北—西南走向穿越本地區，是重要聯外道路，往南經三峽、大溪可前往桃園市、新竹縣的山線地區；往北經華江橋可進入臺北市。
縣道106號（民權路、中正路）經過本地區西北角，往東南經秀朗橋可前往新店、深坑、平溪及瑞芳等地，往西北可前往新莊、泰山、林口等地。

## 學校
- 致理科技大學
- 中山國中
- 新埔國中
- 文德國小

## 公共設施
- 玫瑰公園
- 新北市立殯儀館
- 板橋運動中心